# Marquesado de Oroquieta
Título nobiliarioespañol concedido el 27 de diciembre de 1875 por el rey de España Alfonso XII   a Domingo Moriones y Murillo, Zabaleta y Sanz, teniente general del Ejército Español, en atención a sus méritos durante la guerra carlista. Corresponde a las familias Moriones y Arrizabalaga.

## Escudo de Armas
En campo de plata, un escudete, de sable, rodeado de ocho hojas de higuera, de sinople, puestas en orla.

## Titulares
El primer titular del marquesado, Domingo Morriones, fue Ministro de la Guerra y Gobernador de Filipinas.
Actualmente es titular del marquesado Luis Arrizabalaga Clemente por carta de sucesión de 27 de enero de 2003.
Pilar Arrizabalaga puede llegar a ser marquesa de Oroquieta.